# Долње Зељењице
Долње Зељењице (слч. Dolné Zelenice) насељено је мјесто са административним статусом сеоске општине (слч. obec) у округу Хлоховец, у Трнавском крају, Словачка Република.

## Становништво
| Година:    | 1994. | 2004.   | 2014.    | 2024.   |
| ---------- | ----- | ------- | -------- | ------- |
| Број људи: | 529   | 534     | 593      | 611     |
| Разлика:   |       | +0,94 % | +11,04 % | +3,03 % |

| Година:    | 2023. | 2024.   |
| ---------- | ----- | ------- |
| Број људи: | 605   | 611     |
| Разлика:   |       | +0,99 % |

Према подацима о броју становника из 2024. године насеље је имало 611 становника.